# Sjulstjärnen, Västerbotten
Sjulstjärnen är en sjö i Skellefteå kommun i Västerbotten och ingår i Skellefteälvens huvudavrinningsområde.